# Scopula infuscata
Scopula infuscata är en fjärilsart som beskrevs av Louis Beethoven Prout 1913. Scopula infuscata ingår i släktet Scopula och familjen mätare. Inga underarter finns listade.